# 泰緬孤軍

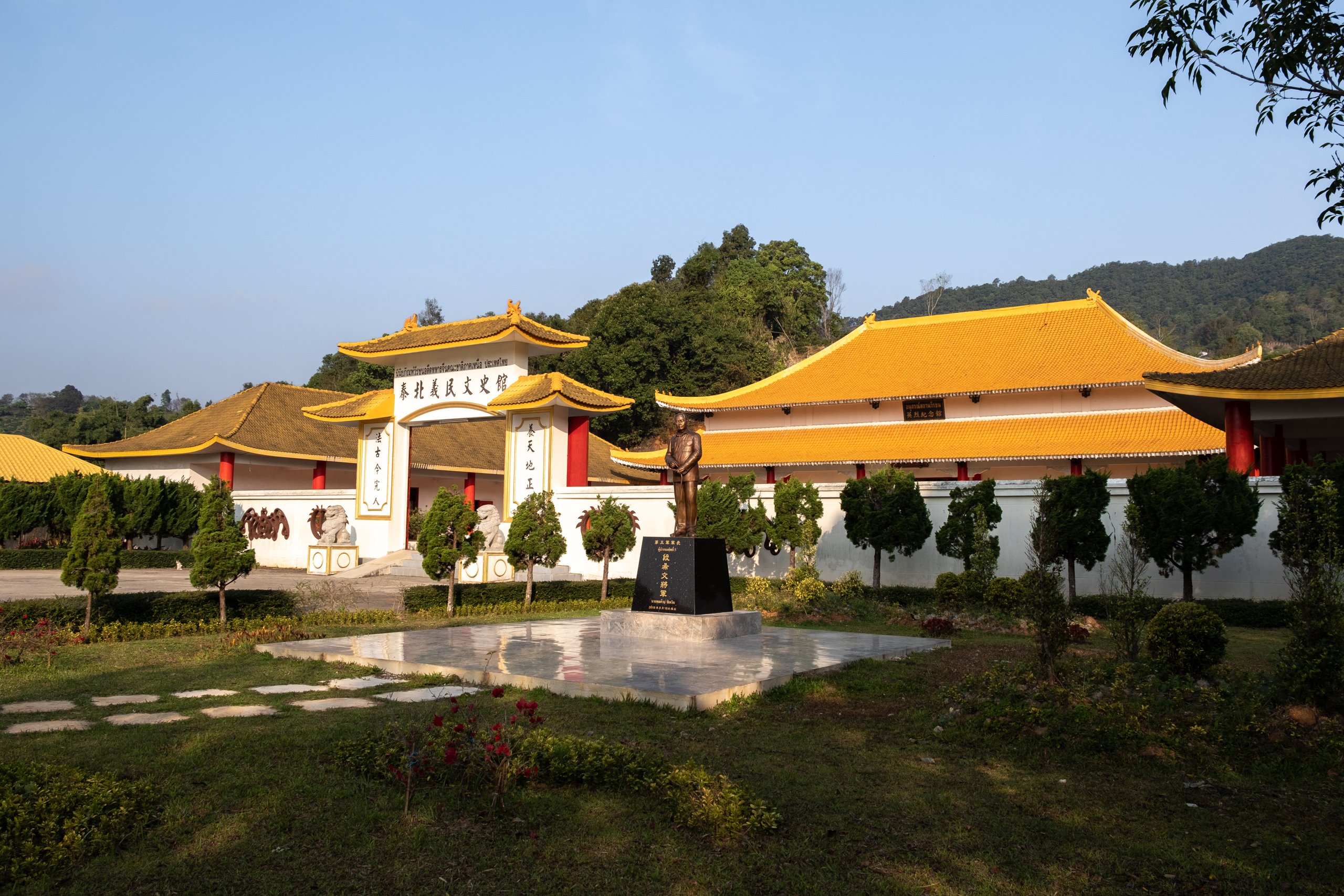
泰緬孤軍の記念施設、台北義民文史館（タイ・メーサロン）

泰緬孤軍（たいめんこぐん）は、国共内戦を経てビルマ側に逃れた、中国国民党の残党勢力を指す言葉である。1949年より雲南省の国民党勢力がビルマ側に結集したものであり、雲南反共救国軍、のちに雲南人民反共志願軍として組織されていた。中緬国境地域に数万人規模で展開され、数度にわたって大陸反攻作戦を実施したが、1953年の第一次撤退および1961年の第二次撤退を通じ、ほとんどが台湾に撤収した。その後、一部勢力がビルマからタイ北部に移転し、タイ政府の支援のもとで国内共産党との戦闘に動員された。

## 歴史

### 成立 ( - 1951年)

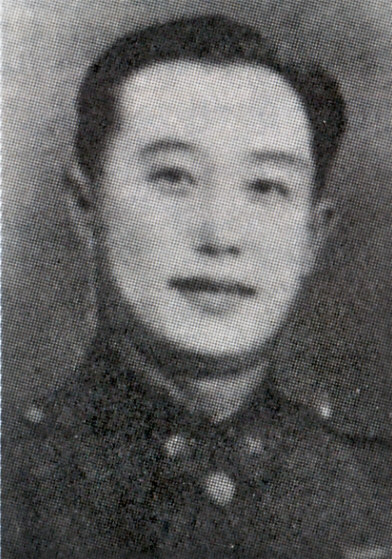
李弥

1949年、中国共産党は第二次国共内戦に勝利し、中国国民党の大部分の勢力は台湾に逃れた。同年末、人民解放軍は雲南省に展開していた国民革命軍に対する総攻撃を開始し、雲南省政府主席の盧漢は共産党に帰順した。しかし、李国輝の率いる第八軍二十三師第七〇九団および、譚忠の率いる第二十六軍九十三師第二七八団を中心とする兵力は、ビルマ側に逃れた。1950年より、李国輝の主導のもと、在緬国民党軍は復興部隊として組織された。
同年6月、朝鮮戦争がはじまると、人民解放軍の中朝国境への集中を防ぐため、アメリカは台湾およびビルマの国民党勢力を支援しはじめた。ビルマの国民党勢力に対する支援には、同地への共産主義勢力の浸透を防ぐ目的もあり、CIAおよびタイ警察の支援のもと、武器が供給された。1951年、中華民国総統である蒋介石は雲南・ビルマの国民党軍に戦闘継続を激励する電文を送った。台湾に避難していた第八軍司令官の李弥はこれらの勢力をまとめるべくビルマに向かい、4月11日にはシャン州モンサッ（孟薩）を拠点とする、雲南反共救国軍が成立した。同軍には20,000人以上が集まった。

### 第一次撤退まで (1951年 - 1954年)

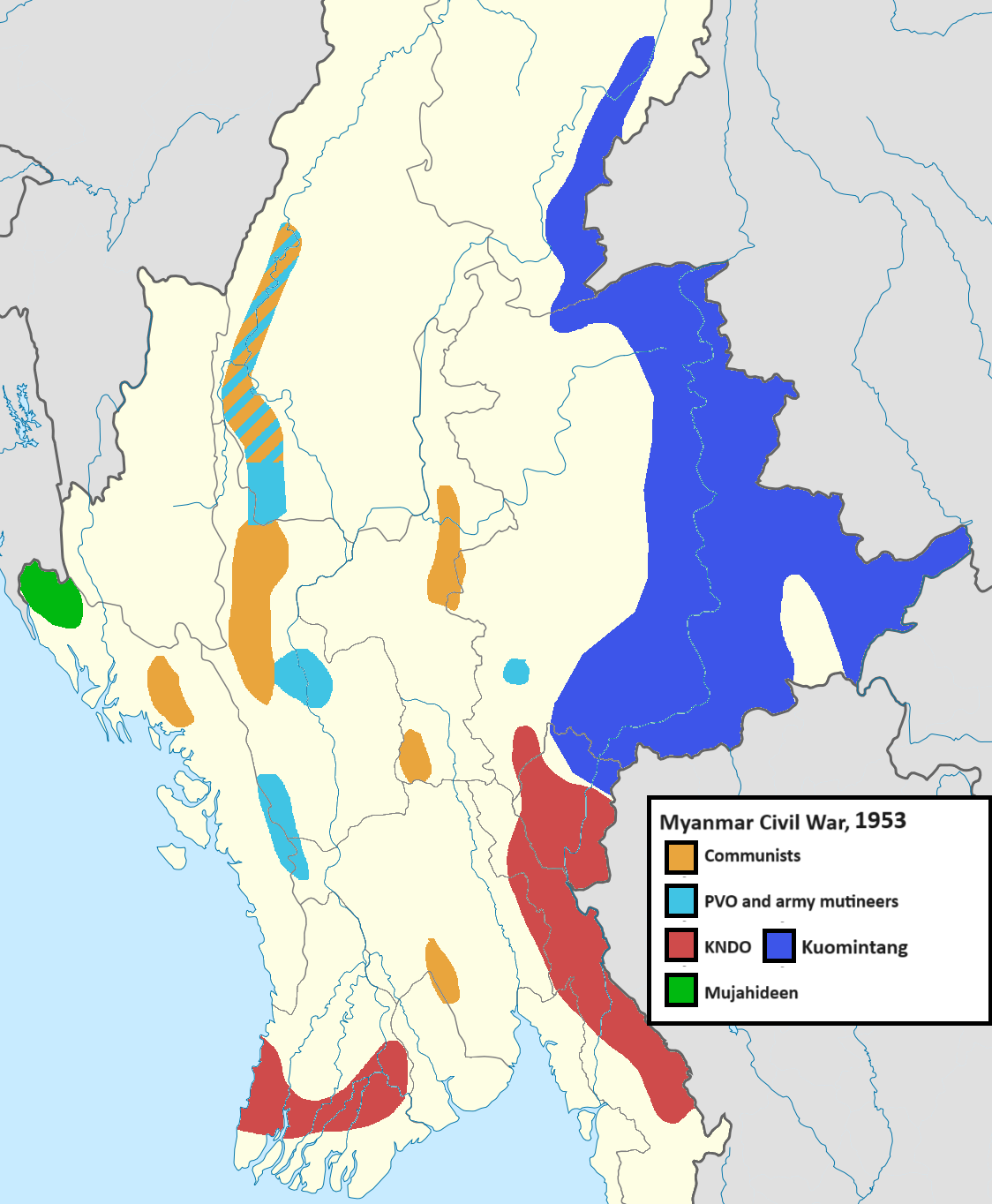
ビルマの戦局図（1953年）。青色部分が国民党軍の勢力圏。

1951年5月15日には、反共救国軍は雲南省に反攻し、瀾滄・孟連・西盟・南傘といった、国境沿いの都市を占領した。しかし、7月には人民解放軍の3個師団に包囲され、撤退した（李弥による雲南反攻作戦）。10月5日には、モンサッに李弥を学長とする雲南省反共抗ソ大学が設立された。1953年までに、同軍の兵力は30,000人を超えた。ビルマ連邦政府は国内に国民党軍が駐屯している状態を好ましく思わず、1953年にサルウィン川の反共救国軍を攻めたが、ビルマ軍はこの戦いに惨敗した（サルウィン川の戦い）。
同年3月28日、ビルマ政府は国際連合に「ビルマ連邦による中華民国の侵略行為に関する申し立て（Complaint by the Union of Burma Regarding Aggression against Her by Kuomintang Government of Formosa）」を提出した。この申立は第7回国連総会で採択され、5月には中華民国・ビルマ・アメリカ・タイの代表からなる監督委員会を通じて、ビルマに駐屯する国民党軍の撤退が要求された。これにより、1953年11月から1954年6月にかけて、6,568人が台湾に撤退することとなった。これと同時に、李弥は雲南反共救国軍の編成番号を取り消し、同軍の解散を宣言した。

### 第二次撤退まで (1954年 - 1961年)

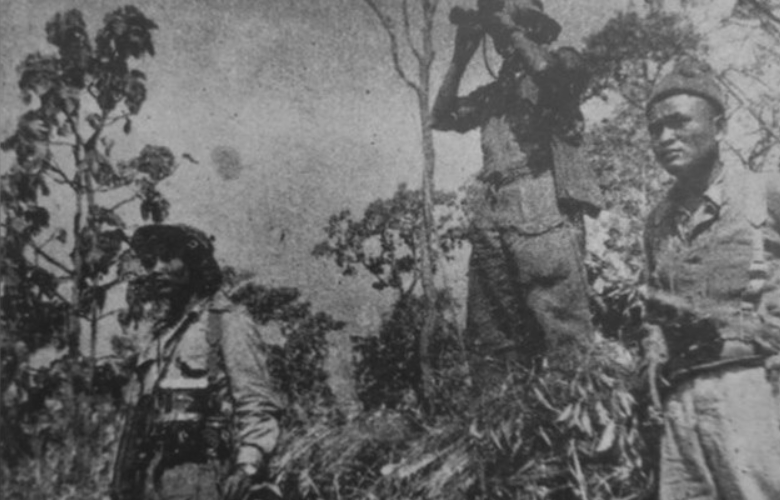
中緬国境地帯に派遣されるビルマ軍（1954年）

第一次撤退後も、国民党勢力は依然としてビルマに駐屯し続けた。中華民国政府は10月に柳元麟をビルマに派遣し、反共救国軍の残党勢力は雲南人民反共志願軍に再編された。1955年、同軍の本拠地はラオス国境に近いチャインラッ（江拉）に移転した。同軍は5軍に編成され、第一軍は呂人蒙、第二軍は甫景雲、第三軍は李文煥、第四軍は張偉成、第五軍は段希文が指揮を担った。1958年には雲南への反攻作戦がおこなわれたが、小規模なものに終わった。
ビルマ政府および中華人民共和国政府は、これらの国民党勢力はひきつづき安全保障上の脅威になっていると考えた。1960年から1961年にかけ、ビルマ軍と人民解放軍は国民党勢力掃討のための合同作戦を実施した。1961年の戦闘には人民解放軍の4個連隊が動員され、国民党軍に甚大な被害を与えた（中緬辺境作戦）。この戦闘を通して、反共志願軍は一部の部隊を除いてほとんどがラオスに撤退することとなった。一部の部隊はタイ、また一部の部隊はワ州に撤退した。1961年には再びビルマ政府が国連で中華民国による自国領土の侵略を訴えた。アメリカの強い要請および財政支援の申し出もあり、中華民国政府は3月から5月にかけて反共志願軍の第二次撤退を実施し、約5,000人がチェンマイ空港より台湾に移転した。第二次撤退は、蒋経国とレイ・クライン（克雷恩）が責任者を勤めたため、「国雷演習」とも呼ばれた。しかし、その後も一部勢力がタイ北部に移転し、李文煥率いる第三軍がチェンマイ県タムゴップ（唐窩）に、段希文率いる第五軍がチェンラーイ県メーサロン（美斯樂）に至った。
台湾では、第二次撤退と時期を同じくする1961年に鄧克保が「自叙伝」として書いた小説である『異域』が出版されたことを契機として、泰緬孤軍に対する関心が集まった。鄧克保は小説家である柏楊の偽名であるが、彼は河南省の同郷人である李国輝から一次資料の提供を受けており、これが完全なフィクションであるか、ルポルタージュの性質を持つものであるかについては文学研究者のなかでも評価がわかれる。『異域』はベストセラーとなり、台湾国内でタイ・ビルマの国民党残党勢力が「泰緬孤軍」と呼ばれるようになったのも同小説の影響である。

### 北泰孤軍として (1961年 - )
1961年にはタイ内務省において、北部に流入した国民党勢力の対処に関する議論がおこなわれた。当時のタイ首相であるサリット・タナラットは、1962年に国民党軍に関して、「退去および武装解除を交渉し、どちらにも応じない場合陸軍と警察がこれを監視する」という消極的な対処方針を取った。「難民」である泰緬孤軍の強制排除は困難であり、中華民国との関係を悪化させる可能性があった。また、国民党軍の現況は、反共的な立場を取っていたタイ政府からしても同情すべきものであった。タイの北部国境地帯に対する統治は脆弱なものであり、タイ政府はビルマやラオスからの共産主義勢力の侵入を防ぐ防波堤として、泰緬孤軍を利用した。北部の泰緬国境は国民党勢力の管理するところとなり、タイ政府の上層部は彼らが管轄するアヘン交易から利益を得た。バーティル・リントナーの論じるところによれば、泰緬孤軍は「非公式の国境警察」であり、国民党勢力は政府の黙認のもとで、国境地域での「通行税」の徴収と、アヘンの密輸をおこなった。
1960年代後半には非合法化されたタイ国共産党が山岳地域でゲリラ化し、1969年より国民党勢力はタイ政府の依頼のもと、タイ共産党勢力の掃討作戦を実施した。1968年から1970年にかけ、タイ・中華民国両政府は北泰孤軍の処遇について4回の会談をおこなった。中華民国政府は李・段両人の罷免と組織の再編を主張したが、タイ政府は第三軍と第五軍の指揮権は自国にあると主張し、最終的には中華民国政府が譲歩した。1970年には、国民党兵士はタイ王国軍最高司令部直属の「04指揮部」の監督下に置かれることとなり、のちに「泰北山区民衆自衛隊」に編成された。1971年以降、タイ政府は北泰孤軍を辺境地域の道路建設に動員するようになり、国民党軍兵士を国境の村落に再定住させた。
1978年より、タイ政府は共産主義者の掃討に尽力した北泰孤軍の帰化に取り組むようになった。しかし、国籍の取得には勲功者であることが大前提となり、1983年時点で、およそ1,300世帯6,000人が難民あるいは一時居留者のまま残っていた。1981年にはペッチャブーン県で北泰孤軍による最後の大規模な対共産党作戦がおこなわれた。1982年、柏楊がルポルタージュである『金三角、辺境、荒城』を出版したことを契機として、台湾本国に泰緬孤軍の窮状が伝わることとなった。これにより、「送炭到泰北（北タイへ温もりを送ろう）」という大規模な支援キャンペーンが展開されたが、「自国領に蟠踞する他国の軍隊へ、その母国が支援する」状況をタイ政府は好ましく思わず、彼らに対する本格的なタイ化政策を開始するに至った。1984年にはタイ政府により、共産党勢力との内戦状態が解消されたことが宣言され、泰緬孤軍は武装解除された。また、1991年には中華民国政府により、国共内戦の終了が宣言された（cf. 動員戡乱時期臨時条款）。